# Windows 10
Windows 10 je operační systém pro osobní počítače od firmy Microsoft z řady Windows NT, který byl vydán 29. července 2015. Zavádí jednotné uživatelské prostředí pro různé platformy (stolní počítače, notebooky, tablety, chytré telefony, herní konzole Xbox a další); propojuje Moderní aplikace a Windows Aero, přidává podporu pro virtuální plochy, sjednocuje obchod s aplikacemi Windows Store. Předchůdcem je systém Windows 8.1, nástupcem Windows 11.
Dne 28. července 2015 nabídla firma Microsoft bezplatnou aktualizaci na Windows 10 pro systémy Windows 7 a Windows 8/8.1; nabídka skončila 29. července 2016, ale dále byl možný přechod zdarma pro uživatele „usnadnění“ až do 31. prosince 2017.
Podpora „desítek“ bude ukončena k 14. říjnu 2025; po tomto datu nebude pro danou platformu vydávat žádné další aktualizace.

## Název systému
Microsoft u systému Windows 10 sice pokračoval v označování systémů čísly, přeskočil však číslo 9. Terry Myerson žertem uvedl, že Microsoft chtěl pojmenovat systém Windows One (podobně jako OneDrive, OneNote nebo Xbox One), ale označení Windows 1 již bylo obsazeno. Tony Prophet (viceprezident marketingu pro Windows) uvedl, že jde o velký skok. Na volbu názvu také mohlo mít vliv to, že některé aplikace název systému začínající řetězcem „Windows 9“ interpretovaly jako přítomnost systému Windows 95 či Windows 98.

## Minimální požadavky
Minimální požadavky jsou stejné jako u předchozí verze:
- Procesor taktován na 1 GHz nebo rychlejší s podporou technologií PAE, NX bit a SSE2.
- RAM paměť: minimálně 2 GiB operační paměti RAM, pro 64bitovou verzi jsou doporučeny 4 GiB.
- Místo na disku: 16 GiB pro 32bitovou verzi, 20 GiB pro 64bitovou verzi.
- Grafické zařízení: podpora Microsoft DirectX 9 s ovladačem WDDM (doporučeno WDDM 1.3 a vyšší).
- Monitor s rozlišením 800×600 a vyšší (pro srovnání: Windows 8/8.1 vyžadují 1024×768).
- UEFI 2.3.1.

Od roku 2016 je pro nově vyrobené počítače vyžadována přítomnost hardwarového TPM 2.0.

## Přehled edicí
Windows 10 je standardně dostupný v těchto edicích:
- Home – verze pro domácnosti. Jedná se o ekvivalentní edici Windows 7 Home Premium a Windows 8 (Windows 8 Core).
- Pro – pro malé a střední firmy a pro IT profesionály. Jedná se o ekvivalentní edici Windows 7 Professional, nebo Windows 8 Pro; funkčně vychází z Windows 8 Core a přidává funkce důležité pro podnikové sítě jako jsou funkce Vzdálená plocha a připojení do Domény Windows, Active Directory nebo online služby Azure Active Directory.
- Enterprise – pro velké firmy. Jedná se o ekvivalentní edici Windows 8 Enterprise určené pro velké společnosti. Tato verze vychází z Windows 10 Pro a přidává další funkce pro správu a zabezpečení velkých sítí.
- Enterprise LTSC – Windows 10 Enterprise Long Term Servicing Channel (LTSC),[12] která neakceptuje aktualizace měnící zásadně funkcionalitu Windows (tzv. nové Buildy Windows). Windows 10 Enterprise LTSB 1607 by tedy nenabízela aktualizaci na Windows 10 Enterprise LTSC 1809.
- Education – verze pro školy. Jedná se o novou edici Windows, ekvivalentní edici Enterprise, ale obsahuje některé funkce zaměřené přímo pro školy.
- Pro Education – verze pro školy.
- Windows 10 Mobile – mobilní verze Windows 10.
- Mobile Enterprise – mobilní verze Windows 10 určená pro velké společnosti.
- IoT Core – vývojová platforma pro Internet věcí;[13] jedná se o speciální edici Windows 10, která používá ze systému pouze jádro. Windows 10 IoT Core nemá grafické uživatelské rozhraní kromě jednoduchých nástrojů pro nastavení sítě a její diagnostiku.
- S – omezená verze Windows 10.
- Team – pro Surface Hub.
- Pro for Workstations – pro výkonné stanice. Oproti verzi Pro obsahuje některé další funkce.[14]

## Vlastnosti Windows 10

### Nabídka Start
Nabídka Start ve Windows 10 vznikla spojením klasické nabídky Start ze starších verzí systému Windows a obrazovky Start z Windows 8. Nabízí zde pole pro hledání (které umí nově prohledávat i internet), nedávno použité aplikace, nástroj pro přepínání nebo odhlášení uživatelských účtů a pravou část nabídky Start tvoří živé dlaždice. Nabídka Start se může zobrazovat ve dvou velikostech, při přepnutí do velké nabídky se složky dlaždic zobrazují ve dvou sloupcích. Anniversary update nabídku Start změnil.

### Multitasking
Hlavní panel ve Windows 10 nově obsahuje tlačítko Task View, které je (stejně jako tažení prstem od levého okraje obrazovky) vstupem do řízení multitaskingu; zde je samozřejmě možné přeskakovat z jedné aplikace do druhé, přibyla zde navíc možnost vytváření virtuálních ploch. Uživatel si také může vybrat, zda chce zobrazovat aplikace z jiných ploch na hlavním panelu právě otevřené plochy.

### Vylepšené přichytávání aplikací
V dřívějších verzích Windows bylo možné přichytit okna pouze k polovině obrazovky, nyní je tato možnost rozšířena také na čtvrtinu obrazovky – to při přichycení aplikace k rohu monitoru; navíc, při opakovaném stisknutí klávesy Windows a některé šipky je možné aplikaci přichytit také k horní nebo dolní polovině obrazovky. Pokud se okno přichytí k polovině obrazovky, otevře se navíc asistent přichytávání, který zobrazí výběr ostatních aplikací k přichycení do volného prostoru.

### Notifikační centrum
Notifikační centrum se poprvé objevilo v sestavení 9860. Je určeno pouze pro práci s notifikacemi, nenabízí tedy žádné rychlé nastavení. Spouští se pomocí nové ikony v oznamovací oblasti Hlavního panelu.

### Ostatní
Další zajímavou funkcí je nastavení barvy motivu na automatickou. V tomto případě je tato barva vždy určena barvou pozadí; vylepšen byl také příkazový řádek, který nyní podporuje klávesové zkratky. Navíc při ovládání myší nejde aktivovat panel Charm; jeho funkci nyní obstarává nové tlačítko v horní liště spuštěných aplikací. Mnoho změn se událo také ve verzi pro firmy, které mohou například lépe oddělovat firemní data od dat osobních.

## Vývoj Windows 10
| Verze | Home, Pro          | Education, Enterprise |
| ----- | ------------------ | --------------------- |
| 22H2  | 14. října 2025     | 14. října 2025        |
| 21H2  | 13. června 2023    | 11. června 2024       |
| 21H1  | 13. prosince 2022  | 13. prosince 2022     |
| 20H2  | 10. května 2022    | 9. května 2023        |
| 2004  | 14. prosince 2021  | 14. prosince 2021     |
| 1909  | 11. května 2021    | 10. května 2022       |
| 1903  | 8. prosince 2020   | 8. prosince 2020      |
| 1809  | 10. listopadu 2020 | 11. května 2021       |
| 1803  | 12. listopadu 2019 | 11. května 2021       |

Windows 10 jsou poskytovány v režimu software as a service. Zatím vyšlo pět velkých revizí systému („November update“, „Anniversary update“, „Creators update“, „Fall Creators update“, „April update“). Pro geeky a vývojáře je k dispozici beta verze z kanálu Windows Insider (dříve „Windows Technical Preview“), kde nové verze vycházejí častěji.

### Windows 10 (verze 10240)
Vydání původní verze Windows 10 (build 10240, RTM) bylo nejprve 15. července 2015 pro omezený okruh uživatelů (Windows Insiders); Enterprise verze byla uvolněna 1. srpna 2015.

### Windows 10 November update (Threshold 2, verze 1511)
Velká listopadová aktualizace 2015 s kódovým označením Threshold 2. Jedná se o obdobu dřívějších Service Packů a tak je pro všechny majitele zařízení s Windows 10 zdarma. K oficiálnímu uvolnění došlo 5. 11. 2015.
Oficiální označení této aktualizace je Windows 10 verze 1511.

#### Novinky
- Nové grafické rozhraní nabídky Start a možností dolní lišty
- Mírně upravený vzhled a funkčnost kontextových nabídek
- Nové ikony
- Včlenění aplikace Skype
- Microsoft Teams (nově videokonference, schůzky, volání)

#### Vylepšení
- Zjednodušení aktivace systému, nyní lze použít při čisté instalaci klíč i z operačních systému Windows 7, 8 a 8.1
- Vylepšení tabletového režimu Windows 10

#### Opravy
- Oprava chyby omezující výkon. Zvýšení výkonu systému o 30 %

### Windows 10 Anniversary update (Redstone 1, verze 1607)
Windows 10 Anniversary update (výroční aktualizace) s kódovým označením Redstone 1 je pro všechna zařízení s Windows 10 dostupná zdarma. K oficiálnímu vypuštění došlo až 2. srpna 2016, což bylo čtyři dny po prvním výročí oficiálního vypuštění Windows 10; oficiální označení této aktualizace je Windows 10 verze 1607.

#### Novinky
- Tmavý režim prostředí – díky tomuto nastavení se do tmavého režimu mohou přepnout i další aplikace z Windows Store, které jej podporují
- Přidán nástroj Desktop App Converter, který umožňuje lehce převádět staré aplikace v nové univerzální
- Možnost synchronizace notifikací z mobilu s počítačem (i Android)
- Nová možnost aktivace systému – digitální licence propojená s účtem Microsoft[17]
- Nové ikony v aplikaci Nastavení
- Možnost spustit textový Linux přímo v systému Windows
- Edge umí Windows Hello
- Ovládání hudby na uzamčené obrazovce
- Nová klávesnice s emotikony

#### Vylepšení
- Rozšíření podpory stylusů integrované přímo v OS (Windows Ink)
- Webový prohlížeč Microsoft Edge podporuje doplňky
- Vylepšené Centrum akcí
- Změna vzhledu nabídky Start
- Vylepšení aktivních dlaždic
- Změna vzhledu zamykací obrazovky (program Spotlight)

#### Opravy
- Drobné opravy kódu

### Windows 10 Creators update (Redstone 2, verze 1703)
Čtvrté sestavení Windows 10 (oficiálně pojmenované jako Creator's Update, kódové jméno Redstone 2, RS2) byl oficiálně oznámen 26. října 2016. Má se primárně zaměřovat na vytváření obsahu, produktivitu a rozšířenou podporu her se zaměřením na virtuální a rozšířenou realitu (včetně HoloLens a headsetů pro virtuální realitu) a zjednodušení vytváření třídemenzionálního obsahu.
K oficiálnímu vypuštění došlo 11. dubna 2017 a je pro všechny majitele Windows 10 zdarma.

#### Novinky[19]
- Malování 3D
- Centrum zabezpečení v programu Windows Defender
- Možnost vytvářet složky v nabídce Start (přetažením dlaždice na dlaždici)
- Nová rozložení nabídky Start
- Game mode
- Redukce modrého světla
- Motivy
- Automatické uzamknutí zařízení
- Instalační program pro čistou instalaci

#### Vylepšení[19]
- Vzhledu a Nastavení – nové sekce nastavení
- Edge – doplňky, vzhled, funkce
- Aktualizace – odložit je můžete až na 35 dní; doba, po kterou se počítač kvůli nainstalování důležitých aktualizací nerestartuje byla prodloužena na 18 hodin
- Snížení objemu dat aktualizací

- Skype pro Windows 10

#### Další novinky menšího charakteru[19]
- Pole pro zadání PINu lze vyplnit, i když je numerický blok vypnutý.
- Po upgradech už nebudou obnoveny základní aplikace od Microsoftu, které jste odebrali.
- Video lze přehrávat v samostatném okně (tj. režim PiP).
- Ve Startu lze vytvářet složky.
- V menší verzi Startu lze skrýt postranní lištu se všemi aplikacemi.
- Nabídka pro sdílení byla přepracována.
- Oznámení mohou být bohatší.
- Windows Store zobrazuje rychlost stahování; v Centru akcí uvidíte průběh stahování.
- Windows umí automaticky čistit nepoužívané soubory a vysypávat koš.
- Na sestavách s více než 3,5 GiB operační paměti je zobrazeno více procesů než dřív.
- Do systému byla integrována možnost přeinstalovat Windows s tím, že půjde o čistou instalaci bez bloatwaru, který mohl výrobce počítače přibalit k vaší instalaci Windows.
- Creators Update plně podporuje tzv. precision touchpady i s multidotekovými gesty. Budou také vyžadovány v nových zařízeních.
- K dispozici je i virtuální touchpad.
- Editor registru dostal do vínku adresní řádek.
- Další dávka novinek pro lepší škálování desktopu.
- Pošta je připnutá ke hlavnímu panelu.
- Spoustu novinek najdete v aplikacích.
- Řada vylepšení je určena pro handicapované uživatele.
- Creators Update též dává více prostoru reklamám v systému.

### Windows 10 Fall Creators Update (Redstone 3, verze 1709)
Páté sestavení Windows 10 (oficiálně pojmenováno jako Fall Creators Update) bylo oficiálně oznámeno 11. května 2017. Přineslo funkce, které Microsoft nestihl do Creators Update a současně nový tzv. Fluent Design System s cílem sjednotit většinu prvků systému. Aktualizace byla odložena a získala název April 2018 update.

#### Novinky
Seznam novinek z April 2018 update:
- Časová osa
- Fluent design
- Microsoft Edge (různá vylepšení)
- Pomocník pro lepší soustředění
- Near Share: rychlé sdílení souborů
- funkce Lidé (vylepšení)
- nové Nastavení (rozšíření, design, fonty, …)
- Virtuální klávesnice (psaní tahy)
- Herní panel (přepracován)
- Kontrola (odesílaných) diagnostických dat
- Cortana (vylepšení)
- podpora formátu HEIF (aplikace Fotky, Edge, Průzkumník)

### Aktualizace Windows 10 z října 2020 (verze 20H2)
Nejvýraznější změnou je nová verze prohlížeče Edge, postavená na Chromiu, s nástrojem pro srovnání cen.

## Kritika
Obhájci soukromí a další kritici často vyjadřují znepokojení nad bezpečnostními pravidly Windows 10 a sběrem a používáním dat zákazníků. Ve výchozím nastavení Windows 10 zasílají společnosti Microsoft a dalším stranám některá data uživatelů, například kontakty, obsah kalendáře a „související vstupní data“ pro personalizaci „rozpoznání řeči či psaného vstupu“, jedinečné „reklamní ID“ pro analytiku a cílení reklam a povolují aplikacím získávat polohu uživatele a následně tato data zaslat společnosti Microsoft a „důvěryhodným partnerům“ pro zlepšení detekce polohy. Uživatelé se mohou z (blíže neupřesněné) části z tohoto sběru dat odhlásit, avšak telemetrická data pro hlášení chyb a základní data o používání jsou rovněž zasílána společnosti Microsoft a jejich sběr je možné zakázat pouze na Enterprise edici Windows 10. Zásady bezpečnosti společnosti Microsoft uvádí, že základní telemetrická data jsou anonymizovaná a nemohou být využita k identifikaci individuálního uživatele nebo zařízení; není však známo, co doopravdy tato data obsahují a způsob nakládání s nimi není ověřen žádnou nezávislou autoritou.
Operační systém Windows 10 je rovněž často kritizován za přednastavení umožňující automaticky stahovat a sdílet osobní data a to včetně hesel na Wi-Fi.
V počítači se systémem Windows 10 se nachází soubor WaitList.dat, který obsahuje i smazané texty emailů, kontakty či dokumenty.
Častým předmětem kritiky je i nedostatečná možnost řízení aktualizací Windows 10: Uživatel má jen velmi malé možnosti volit si dobu a rozsah aktualizace a odmítnout nechtěné nebo chybové aktualizace je prakticky nemožné. Navíc aktualizace často nerespektují a automaticky mění uživatelská nastavení systému, typicky to bývají nastavení ovladačů, soukromí a uživatelská nastavení výchozích programů pro jednotlivé typy souborů.